# 정체점

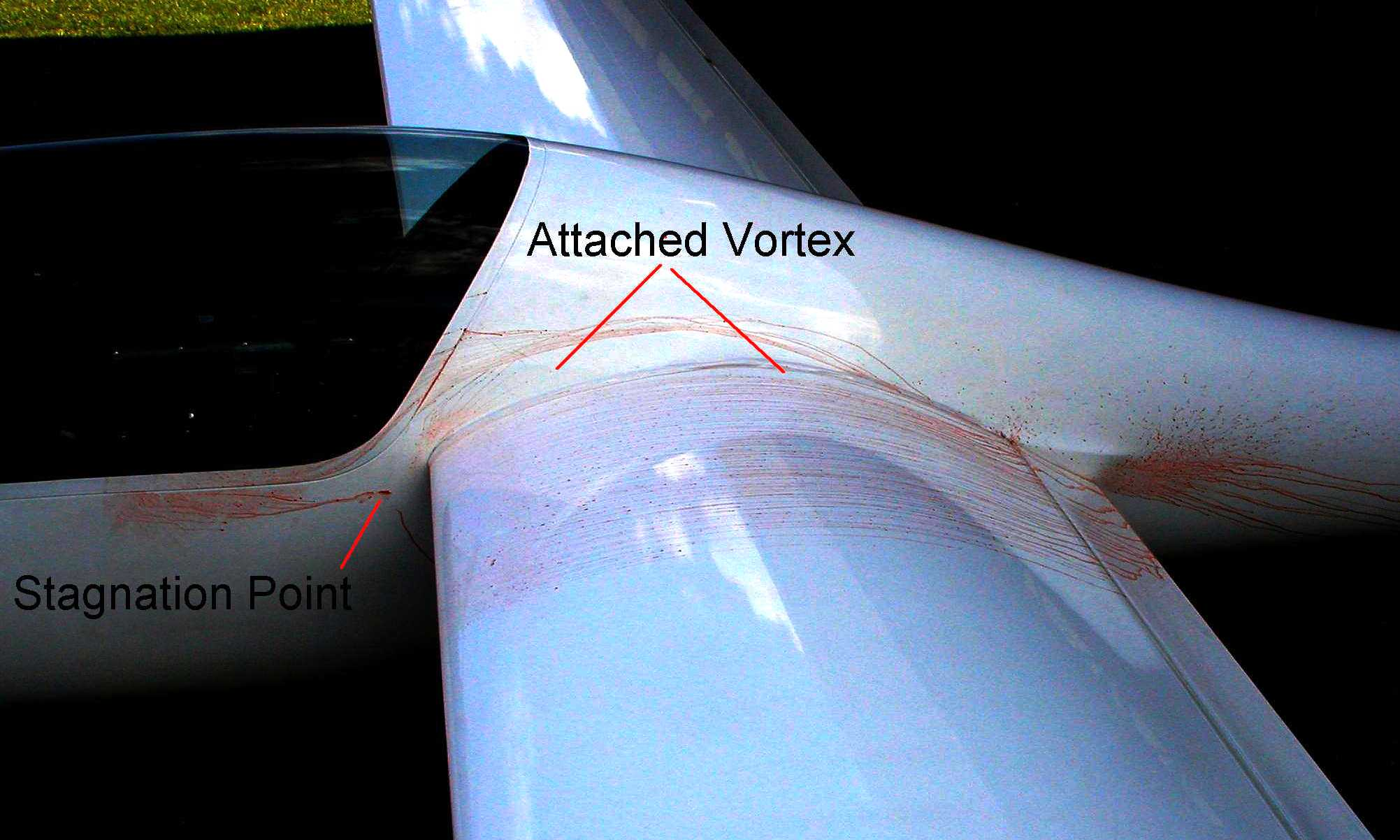
Schempp-Hirth Janus C 글라이더의 동체 접합부와 페어링되지 않은 날개 루트의 정체 지점과 부착된 소용돌이를 보여주는 사진

정체점(stagnation point)은 흐름의 국소 유속이 0인 지점이다. 쿠타 조건에 따르면 날개 뒷면이 충분히 날카로우면 정체점이 항상 생긴다. 놀랍기는 하지만 이러한 점의 풍부한 예는 "미끄러짐 없음 조건"의 형태로 유체 역학의 가장 극단적인 경우를 제외한 모든 경우에 나타나는 것으로 보인다. 어떤 경계를 따라 놓인 유동장의 모든 부분은 정체점으로만 구성된다는 가정(이 가정이 현실을 반영하는지 아니면 단순히 수학적 편의인지에 대한 질문은 이 원리가 처음 확립된 이후 지속적인 논쟁의 대상이었다). 베르누이 방정식은 속도가 0일 때 정압이 가장 높으므로 정체 지점에서 정압이 최대값에 있음을 보여준다. 이 경우 정압은 정체 압력과 같다.
비압축성 흐름에 적용할 수 있는 베르누이 방정식은 정체 압력이 동압에 정압을 더한 것과 같다는 것을 보여준다. 총 압력은 동압에 정압을 더한 것과 같으므로 비압축성 흐름에서 정체 압력은 총 압력과 같다.  (압축성 흐름에서 정체점으로 들어가는 유체가 등엔트로피적으로 정지하게 되면 정체 압력은 전체 압력과 동일하다.)

## 같이 보기
- 정체점 흐름